# Área de Conservação Nacional de Red Rock Canyon
A Área de Conservação Nacional de Red Rock Canyon, no Condado de Clark, Nevada, Estados Unidos, é uma área administrada pelo Bureau of Land Management como parte de seu Sistema Nacional de Conservação de Paisagens. São cerca de 24 km a oeste de Las Vegas. Mais de três milhões de pessoas visitam a área todos os anos.
A área de conservação exibe um conjunto de grandes formações rochosas vermelhas: um conjunto de picos e paredes de arenito que foram formados por um longo processo de intemperização. As paredes têm até 910 m de altura, o que as torna um destino popular para caminhadas e escaladas. O ponto mais alto é a Montanha La Madre, com 2500 m.

## História
No início do século XX, na época em que os primeiros europeus americanos se estabeleceram próximo a Las Vegas, a Excelsior Company, uma empresa que operava uma pequena pedreira de arenito perto da área norte da cidade. A atividade mostrou-se antieconômica e resultou em seu fechamento.
As Red Rocks foram um local de filmagem para filmes como Bells of San Angelo (1947) e foi um local para The Stalking Moon com Gregory Peck em 1968.
Em 1967, o Bureau of Land Management designou 40 km2 como Red Rock Recreation Lands. Em 1973, a subcomissão de Áreas de Conservação Federais da Câmara dos Representantes dos EUA realizou uma audiência especial em Las Vegas, para revisar uma resolução legislativa patrocinada pelo único congressista de Nevada, David Towell, para estabelecer a Área de Conservação de Red Rock, transferindo terras federais para o estado de Nevada. Testemunhos a favor do projeto de lei foram dados pelo Sierra Club. A subcomissão aprovou a resolução por unanimidade, tramitando pelo Comitê do Interior e, posteriormente, ao plenário da Câmara, seguida da ação favorável do Senado e aprovação do presidente George H. W. Bush. Outra legislação em 1990 mudou o status do Red Rock Recreation Lands para uma Área de Conservação Nacional.

## Ecologia
Cerca de 600 espécies de plantas são conhecidas na área. Os tipos comuns no fundo do vale incluem a árvore de Josué, a iúca, o creosoto,o blackbrush e o zimbro. Pinus ponderosa podem ser encontrados no topo do vale.
Burros selvagens compõem a fauna presente, assim como coelhos e esquilos terrestres. Carneiros selvagens são vistos ocasionalmente em altitudes mais elevadas.
A Área de Conservação é um habitat protegido para a tartaruga do deserto.

## Na cultura popular
Red Rock Canyon aparece no videogame Fallout New Vegas de 2010, onde é retratado como o lar do grupo Great Khans.